# Список персонажей Marvel Anime
Информационный список персонажей «Marvel Anime» — анимационной тетралогии 2011 г., являющейся совместным проектом компании «Marvel Entertainment» и японской аниме-студии «Madhouse» и посвящённой самым популярным героям комиксов Marvel. Имена персонажей расположены в порядке их появления в сериале.

## Железный Человек

### Основные персонажи
- Тони Старк / Железный Человек (сэйю — Кэйдзи Фудзивара): эксцентричный богач, весельчак и бабник, но при этом — гениальный изобретатель. Одно время возглавляемая им фирма «Старк Индастриз» специализировалась на производстве и продаже оружия, извлекая миллиардные прибыли, однако впоследствии Старк переключил свою энергию и талант в мирное русло.
- Доктор Ти́ка Тана́ка (сэйю — Такако Хонда): умная, серьёзная и привлекательная молодая женщина, крупный специалист в области атомной энергетики; возглавляет «Лабораторию 23». Движимая чувством патриотизма, дала вовлечь себя в «Зодиак», будучи уверена, что действует на благо родной страны. Со Старком держится вначале отчуждённо, давая понять, что их отношения носят сугубо деловой характер, но постепенно между ними возникает взаимная симпатия.
- Нана́ми О́та (сэйю — Сидзука Ито): молоденькая девушка, начинающий репортёр, работает в журнале «Токио джорнэл»; постоянно преследует Старка, пытаясь взять у него интервью. Очень непосредственная и импульсивная, и из-за этого всё время попадает в неприятности.
- Иси́ро Масу́да (сэйю — Томоюки Симура): фотограф, напарник Нанами; добродушный увалень, любитель вкусно поесть и поспать (даже на рабочем месте). Неравнодушен к Нанами и позволяет ей командовать собой, как ей заблагорассудится.
- Господин Куро́да (сэйю — Унсё Исидзука): министр обороны Японии. «По совместительству» — глава террористической организации «Зодиак». Ярый реваншист, мечтает превратить Японию в военную сверхдержаву, которая будет диктовать свою волю всем народам. Умён, циничен, неразборчив в средствах. Втягивает в свою организацию хороших и честных людей, играя на их благородных побуждениях, а затем делает их орудиями своих зловещих планов.
- Господин Ному́ра (сэйю — Синъя Фукумацу): редактор журнала «Токио джорнэл». Очень нервный и раздражительный.
- Капитан Нага́то Сакура́и (сэйю — Син Яманои): сотрудник контрразведки, лучший пилот в Японии.
- Пе́ппер Поттс (сэйю — Хироэ Ока): секретарша Старка и его самое доверенное лицо. Выполняет различные поручения своего босса, собирает для него необходимую информацию.
- Хо И́нсен (сэйю — Хироаки Хирата): учёный и изобретатель. Старк познакомился с ним, когда, раненый, попал в плен к террористам. Инсен сделал ему кардиостимулятор и помог сконструировать и изготовить первую модель костюма Железного Человека. Когда костюм был готов, Инсен организовал Старку побег, но взял с него слово, что тот никогда больше не будет использовать свои способности для создания оружия. С тех пор Старк пять лет ничего не слышал об Инсене и считал его погибшим, но свято соблюдал клятву, данную ему. Когда же они снова встретились, то оказались в разных лагерях: Инсен стал членом «Зодиака».

### Персонажи, появляющиеся в отдельных эпизодах
- Каваши́ма (сэйю — Шуэй Сакагучи)
- Ло́ган (сэйю — Рикия Кояма)
- Шо (сэйю — Кэнъити Судзумура) — молодой программист.
- А́ки (сэйю — Марина Иноуэ) — девочка-сирота, случайно оказавшаяся на попечении Старка.
- Са́ндра
- О́ливер
- Премьер-министр

## Росомаха
- Логан / Росомаха (сэйю — Рикия Кояма)
- Юкио (сэйю — Роми Паку)
- Марико Ясида (сэйю — Фумико Орикаса)
- Сингэн Ясида (сэйю — Хидэкацу Сибата) — Один из главных антагонистов, глава преступной организации Кизурю, имеющей тесные связи с А.И.М.
- Хидэки Курохаги (сэйю — Кадзуки Яо) — Один из главных антагонистов, высокопоставленный член А.И.М..
- Кикё Микагэ (сэйю — Масато Хагивара)
- Красный Омега (сэйю — Рюдзабуро Отомо)
- Скотт Са́ммерс / Циклоп (сэйю — Тосиюки Морикава)

## Люди Икс

### Члены команды Людей Икс
- Скотт Са́ммерс / Циклоп (сэйю — Тосиюки Морикава): возглавляет команду Людей Икс. Обладает способностью выпускать из глаз мощные энергетические лучи, что заставляет его постоянно носить специальные очки. Потеряв свою любимую, Джин Грей, на целый год погрузился в депрессию, и потребовались объединённые усилия всех членов команды, чтобы заставить его вернуться к «нормальной» жизни. Превосходный стратег и тактик, первоклассный пилот, строгий, но справедливый, готовый защищать своих друзей даже ценой собственной жизни — за что и пользуется всеобщим уважением. Вначале очень неприязненно относится к Эмме Фрост, считая её виновницей смерти Джин, но затем находит в себе силы признать свою неправоту и извиниться перед Эммой.
- Джин Грей / Феникс (сэйю — Юрика Хино): возлюбленная Циклопа; действует только в заставке сериала, где показана её гибель как Тёмного Феникса; в дальнейшем появляется лишь в коротких камео, в воспоминаниях Циклопа.
- Ло́ган / Росомаха (сэйю — Рикия Кояма): самый непредсказуемый и импульсивный из всех членов команды; резкий, волевой и неукротимый, очень прямолинейный. Абсолютно бесстрашный, никогда не идёт на компромиссы, предпочитает все проблемы решать силовыми методами (даже если в этом нет необходимости), из-за чего у него бывают разногласия с соратниками (чаще всего — с Циклопом). Однако под маской настоящего дикаря скрывается рассудительный и опытный боец. В качестве оружия использует очень острые и прочные адамантиевые когти, выступающие из кистей рук; этими когтями может сокрушить, раздробить, разрезать практически что угодно. Его органы чувств намного более развиты, чем у обычного человека, особенно обоняние. Кроме того, у него исключительно высока способность к регенерации — он почти мгновенно восстанавливается после любых травм.
- Ороро́ Монро́ / Шторм (сэйю — Ая Хисакава): Заместитель лидера Людей Икс. Она умеет летать, но главный её дар заключается в способности воздействовать на погоду. Может создавать практически любые погодные явления — метели, грозы, штормовые ветры и т. п., применяя их как для нападения, так и для защиты. По характеру, однако, вполне уравновешенная и здравомыслящая.
- Хэнк Макко́й / Зверь (сэйю — Хидэюки Танака): под грубой и устрашающей внешностью скрывает блестящий интеллект и доброе сердце. Крупный специалист в области естественных наук, особенно медицины, биофизики, биохимии и генетики; обладает также глубокими познаниями в технике и электронике. Преподаёт в «Институте Ксавье». В команде Людей Икс выполняет обязанности полевого врача. Противники сражающиеся с ним часто концентрируются лишь на его способностях мутанта, что сам Зверь очень умело использует себе на руку. Чрезвычайно ловок и силён, а также обладает обострёнными чувствами (в этих отношениях ничуть не уступает Росомахе), но для критических случаев носит с собой различные приспособления собственного производства.
- Чарльз Ксавье́ / Профессор Икс (сэйю — Кацуносукэ Хори): инвалид с парализованной нижней частью туловища, однако успешно компенсирует этот недостаток за счёт высочайших умственных способностей и очень сильной телепатии. Основатель «Института Ксавье» — школы-интерната для мутантов в Нью-Йорке. В этой школе обучались все Люди Икс; с тех пор они любят и уважают профессора, как отца.
- Хиса́ко Ити́ки / Броня́ (сэйю — Юкари Тамура): девочка лет четырнадцати-пятнадцати; родилась в семье мутантов. Вначале училась в школе Юи Сасаки, затем перешла в обычную школу. Долгое время не подозревала о своём даре, и когда он пробудился, испугалась собственной силы, но постепенно, с помощью Шторм и других Людей Икс, научилась её контролировать. Её способность — создание сверхпрочного энергетического доспеха, который в несколько раз больше её собственного тела.
- Эмма Фрост (сэйю — Каори Ямагата): очень сильный телепат; из-за этого в детстве и юности постоянно испытывала проблемы в общении с обыкновенными людьми. Под влиянием обиды приняла приглашение Властителя Дум вступить во «Внутренний Круг», выполняла его задания (в частности, добывала деньги для «Круга», внушая состоятельным людям мысль о переводе всех их денежных средств на счёт организации). Но затем осознала, что совершила ошибку, и покинула «Внутренний круг». Познакомившись (через Интернет) с Хисако, переехала в Японию и стала её наставницей. Вместе со своей подопечной была захвачена в плен «Охотниками» и освобождена Людьми Икс. В ходе вторичной мутации приобрела способность превращать своё тело в алмаз; в таком состоянии она теряет свою телепатию, однако становится невосприимчивой к внушению и может разрушать иллюзии, которые другие телепаты внедряют в чужое сознание. Кажется, неравнодушна к Циклопу.

### Прочие
- Ю́и Саса́ки (сэйю — Ёсико Сакакибара): одно время преподавала в школе для детей-мутантов; на этой почве познакомилась с профессором Ксавье, и между ними завязался роман, однако вскоре они расстались из-за нежелания Юи покидать Японию.
- Кёко: обычная девочка (не мутант), ровесница Хисако и её самая близкая подруга. Очень переживала, когда та исчезла, и бурно радуется её возвращению.
- Джейсон Уайнгард / Властитель Дум: главный антагонист. Телепат и глава «Внутреннего Круга»
- Такео: пятнадцатилетний сын Юи Сасаки и Чарльза Ксавье, мутант, с рождения наделённый невероятным могуществом. Зная, как тяжела участь мутантов, и боясь пробуждения способностей сына, мать несколько лет прятала его в своей лаборатории, где разрабатывала препарат для подавления мутаций.

## Блэйд
- Эрик Брукс / Блэйд (сэйю — Акио Оцука)
- Макото (сэйю — Маая Сакамото)
- Дьякон Фрост (сэйю — Цутому Исобэ)
- Ноа Ван Хельсинг (сэйю — Осаму Сака)
- Логан / Росомаха (сэйю — Рикия Кояма)[1]
- Кикё Микагэ (сэйю — Масато Хагивара)